# Угарске жупаније
За жупаније у Мађарској након 1918. године, видети чланак Жупаније Мађарске
Угарске жупаније, односно Жупаније Краљевине Угарске биле су жупаније (мађ. vármegye, лат. Comitatus) у саставу Краљевине Угарске (1000-1918). Представљале су основне административне и територијалне јединице, на којима је почивала обласна управа. Постојале су у вишевековном институционалном континуитету, са дужим или краћим прекидима у појединим областима.

## Номенклатура

### Порекло имена
Латинска реч комитатус (comitatus) је изведена од речи коме (comes), која је првобитно значила пратилац или члан пратње. У раном и касном средњем веку титула коме је била племићка титула која се користила у различитим значењима, у Краљевини Мађарској посебно (али не искључиво) у значењу „жупанијски поглавар“.
Мађарска реч међе (megye) је вероватно изведена од јужнословенског језика, реч медја (međa, међа) што значи приближно територијална граница. Словенска реч је заузврат повезана са латинским медиус (medius−средњи) преко заједничког индоевропског корена. Изворна реч се још увек користи у данашњим словенским језицима, односно у словачком (као medza), у словеначком (као meja), у српском (као међа) и хрватском (као međa), у сличном смислу, и изгледа да је значила, у почетку као граница жупаније на мађарском језику. Мађарски има још једну реч межђе (mezsgye) истог порекла која значи погранично подручје.
Мађарска реч ишпан (ispán−жупанијски поглавар) је изведена од јужнословенске речи жупан, коју су користили Словени који су живели у панонској низији пре доласка Мађара и означавала је челника разних територијалних јединица. „Титула жупан” се такође користила као владарска титула у средњовековној Србији.

#### Комитатус и округ
Вековима је службени писани језик Краљевине Мађарске био латински. Комитатус (comitatus) је латинска реч за енглеску и мађарску жупанију, мада се понекад се користи у енглеском језику и за друге сврхе.

## Терминологија на разним језицима

### Округ, грофовија, срез, рејон
- Краљевски округ: Латински лат. parochia / provincia / compagus civitatis / comitatus /mega (и остеле варијације), касније мађарски : vármegye/ megye / várispánság, касније словачки: (kráľovský) komitát / župa / hradské španstvo, немачки (Burg-)Komitat / (Burg-)Gespanschaft / (rarely) Ispanschaft. Неки мађарски историчари разликују функције vármegye (водећи се латинским comes comitatus) са várispánság (водећи се латинским comes civitatis), обично тврдећи да је административна јединица звала vármegye које је понекад обухватало и неколико војних јединица названих várispánság.
- Племички округ и касније:  Латински: comitatus (ниједан други облик од XIII века па надаље), мађарски: vármegye / megye (у средњем веку оба, касније углавном vármegye, искључиво од 1949. године megye), словачки: stolica / župa (модернизоване државе župa искључиво), немачки: Gespanschaft / Komitat / (ретко) Grafschaft (модернизоване државе обично Gespanschaft),  хрв. županija, фр.

Област
Латински: processus / reambulatio, мађарски: (szolgabírói) járás, словачки: slúžnovský obvod/slúžnovský okres, немачки: Stuhlbezirk, енглески: district
Општински град
Мађарски: törvényhatósági jogú város, словачки: municipálne mesto, немачки: Munizipalstadt/ Munizipium, енглески: Municipal town

### Жупанијски начелник
- Краљевски округ: Латински: comes parochialis / comes civitatis / comes comitatus, касније мађарски: várispán / vármegyei ispán / megyésispán, словачки: hradský špán / župan, немачки: Burggespan / Gespan, енглески: County head
- Племички округ: Латински: comes,  мађарски: ispán, српски: жупан, хрватски: župan, немачки: Gespan, енглески: County head

Главни окружни начелник
Латински: comes (supremus),  мађарски: főispán, словачки: hlavný župan, немачки: Obergespan, енглески: Main county head
Заменик жупана
- Краљевски округ: поменуто као comes castri / castellani од стране латинских извора.
- Племички округ  касније: латински: comes curialis / vicecomes, мађарски: alispán / vicispán,  словачки: podžupan / vicišpán, немачки: Untergespan / Vizegespan, енглески: Deputy county head

Генерална скупштина
Латински: congregatio generali', мађарски: közgyűlés, словачки: generálna kongregácia / stoličné zhromaždenie, немачки: Komitatsgeneralversammlung, енглески: General Assembly
Племићке судије
Латински: iudices nobilium / iudlium, мађарски (мн) szolgabírák, словачки (мн) slúžni,  немачки Schöffen / Stuhlrichter (касније само Stuhlrichter), енглески: Noble judges
Поротници
Латински: iurati assessores / iurassores, мађарски: esküdtek, словачки: súdni prísažní, немачки: Geschworene, енглески: Jurors
Заменици племићких судија
Латински: viceiudex, мађарски: alszolgabírák, словачки: podslúžni, немачки: Unterstuhlrichter, енглески: Deputy noble judges

## Краљевске жупаније (крај X века – крај XIII века)

### Историја
Мађари су се населили у Карпатском басену 895. године. Прве жупаније су вероватно биле жупаније које су се налазиле у данашњој северној Панонији (Трансдунубиа), настале су пре или око 1000. године. Тачно време настанка многих других жупанија је спорно, многе од њих су, међутим, настале тек за време владавине краља Стефана I (1000/01–1038). У почетку је постојало и неколико малих пограничних округа (латински: marchiae), основаних само у војне сврхе (нпр. comitatus of Bolondus), које су, међутим, престале да постоје у 14. веку када су краљевске жупаније трансформисане у племићке. У почетку су постојале и неке мале посебне области око племићких замкова, које су престале да постоје у 13. веку.
Функционисање
Свака жупанија је била у надлежности „жупанијског поглавара“, чије је седиште био дворац, квазипрестоница округа. Начелник округа је био представник краља, судија и главни службеник за спровођење закона на својој територији. Прикупљао је порезе и давања у натури које су поданици чинили краљу, две трећине је дао краљу, а остало је задржао. Његов замак је имао посебна утврђења и био је у стању да издржи чак и дуготрајне опсаде. У изворима се први пут спомињу „заменици жупана“ у 12. веку.
Краљевски округ се састојао од „округа замкова“.

## Племићке жупаније (крај XIII века – 1848)
Историја
Крајем XIII века краљевске жупаније су се постепено претварале у племићке жупаније. Разлози за овај развој били су:
- Долазак нових хоспитес, господа, владари, гости: хоспити су били страни досељеници којима је било дозвољено да примењују своје страно право у својим насељима, посебно Немаца и посебно после 1242. године. То је знатно ограничило стварна овлашћења жупана, будући да су хоспити били ван њихове надлежности.
- Крајем XII века, а још више почетком XIII века под краљем Андријом II, велики делови краљевске територије (тј. краљевине) су поклоњени „краљевским слугама“ (у периоду од IX до XII века, припадници одређених професија, углавном занатлије, који су били настањени у посебним селима и својим умећем служили краљу).
- У XIII веку, краљевске слуге су успеле да координирају своје активности како би повећале сопствена овлашћења на рачун жупанијских поглавара (види Златну булу из 1222.) и тако су постали племићи: servientes regis.

Као резултат тога, краљевским декретима из 1267, 1290. и 1298. године, краљ је могао само да потврди да су се краљевске жупаније претвориле у племићке. Племићи (углавном бивше краљевске породице слуга) постали су квази-владари у жупанијама. Промена из краљевске у племићку жупанију, међутим, догодила се у различито време у свакој жупанији.
У 15. веку, границе округа су се стабилизовале и у основи су остале непромењене до 1920. Међутим, између раног XVI века и касног XVII века, већина жупанија је престала да постоји након што је постала део Отоманског царства (Турци) или Кнежевина Трансилванија (1570–1711). Након коначног пораза Турака 1718. године, три јужне жупаније Temesiensis, Torontaliensis и [[Карашко-северинска жупанија (бивша)|Krassoviensis] ] створили су посебан административни округ Banatus Temesiensis (Temeswar Banate). Овај округ је поново распуштен 1779. године, али је његов најјужнији део остао део Војне границе („Confiniaria militaria“) до касног 19. века.
Органи нових жупанија су знатно помогли у одбрани интереса нижег и средњег племства у односу на олигархе, који су често били „де факто“ владари краљевства, и у односу на апсолутистичке напоре хабсбуршких краљева. Жупаније као племићке институције укинуте су тек током Револуције 1848. законским члановима III–V и XVI/ 1848.
Прелазни период (1785–1790)
Године 1785. краљ Јосеф II одлучио је да укине округе као ентитете племићке аутономије (самоуправе) и уводи нови систем државне управе у Краљевини Мађарске. Краљевина, укључујући Хрватску и Славонију, првенствено је била подељена на 10 новостворених војних/административних округа, од којих се свака састојала од четири до седам жупанија. Територија жупанија је одговарала традиционалној, али су 1786. многе од њих спојене и жупаније су постале чисте јединице државне управе, укинути су „главни жупани“, срески чиновници постали државни службеници, судови су постали надлежност државе итд. Главни градови округа су изабрани тако да се налазе тачно у средини округа. Смањен је број процесних округа. Званични језик је постао немачки а не латински. Окрузима је руководио „комесар“ кога је именовао аустријски цар, који је истовремено био и краљ Угарске. Међутим, 1790. године, суочен са снажним отпором против сваке врсте модернизације у Мађарској, краљ је морао да поништи све реформе и стари систем је поново успостављен.
Функционисање
Од некадашњих „краљевских жупанија” остала је само дужност војног издржавања краља, територијалне јединице и формално и титула „жупанијског поглавара“.
Нова жупанија је била самоуправна (аутономна) целина нижег племства. Предводио га је жупан (comes), којег је именовао краљ, и његов заменик, којег је именовао жупан. Ове две особе биле су спона између краља и племства. По правилу, жупани (од XV/XVI века па надаље називани главним жупанима) су били врховни феудални господари жупаније. Жупанијски поглавар је од почетка XIV века био истовремено и кастелан дотичног жупанијског дворца у 13 жупанија. Људи су на ограничено време постајали поглавари округа и краљ их је могао опозвати, али је један број „Прелата” (из XV века такође световњака) добио „вечно руководство округа“ своје бискупије.
Имајте на уму да су формалну титулу коме носили и неки достојанственици двора (нпр. comes curiae) и други племићи у раном средњем веку, а затим и други припадници средњег племства у касном средњем веку, и то није значило да се убраја у овим случајевима.
Од XIII-XIV. века па надаље, заменици жупана, а не сам жупан, били су прави управници жупаније. Овакав развој догађаја био је наглашен чињеницом да су жупани били истовремено и виши достојанственици државе или двора (палатин, благајник итд.), тако да нису имали много времена за управљање жупанијом. Улога заменика окружног начелника била је да управља округом за време његовог одсуства. Првобитно је заменик жупана био лични службеник краља и тиме главна особа преко које је краљ вршио утицај у жупанији. У исто време, намесник је био кастелан дворца жупана или економски референт (лат. prōvīsor) имања истог. У почетку, племићи жупаније нису могли утицати на именовање заменика жупана, али су почетком 15. века успели да уведу правило да само племић из исте жупаније може постати заменик жупана.
У почетку, у XIII веку, утицај племића осећао се само у сфери правосуђа. Судије краљевске слуге, зване serviens regis, развили су се у племените судије, а судови сервентес регис, звани sedes iudiciaria и sedria, развили су се у окружни суд (латински назив остала седрија). Састанке седрије водио је жупан, касније де факто његов заменик. Све до XV века, ко-судија жупана био је уједно његов заменик жупана, (обично четири) племићке судије и један број лица именованих ад хок из реда тадашњих племића. Од XV века па надаље стални поротници бирали су се из реда племића жупаније. Седрија је служила као првостепени суд за мање спорове племића и као жалбена инстанца за сеоске судове и патримонијалне судове (sedes dominialis).
Племићке судије су од почетка свог постојања били прави представници жупанијске аутономије. Њих је бирао congregatio generalis и нису били само судије, већ и политички администратори својих процесних округа. Они су чинили језгро новонастале класе штитоноша.
Касније су се жупаније чак окренуле политичким субјектима који су представљали племићку аутономију (племићку самоуправу). Ова еволуција је започела посебно под краљевима Карлом Робертом и Лајошем I. Од 1385. године па надаље, жупаније су слале своје представнике на састанке „Сабора Краљевине Мађарске” и они су играли улогу у прикупљању и одређивању пореза. Али тек почетком XV века племићи су успели да уведу правило да само племић из исте жупаније може постати заменик жупана и косудија. Од 1504. надаље, именовање заменика жупана морали су да одобравају племићи (congregatio generalis), тако да је заменик жупана дефинитивно постао де факто вођа жупаније. Жупанијски поглавар, кога је краљ именовао од олигарха (врховног племства), био је само формални представник жупаније.
Жупанијске власти су биле веома моћне и управљале су свим сферама јавног живота. Они су били одговорни за све становнике округа, осим за становнике слободних краљевских градова (liberae regiae civitate), рударских градова, слободних округа, и у време анжујских краљева и краљевских двораца. До 1486. године и поједини припадници врховног племства били су изузети од надлежности жупаније.
Најважнији орган самоуправе жупаније била је среска скупштина (congregatio generalis) коју је сазивао и водио срески начелник. Првобитно је ово тело настало и служило је само као судско тело, које је чинило судију, чланове седрије и 8 изабраних племићких поротника, и које се обично састајало једном годишње. Истовремено, саслушање сведока (inquisitio communis) омогућавао је племићима да утичу на поступак који се води у краљевској курији. Постепено, правосудни послови су били искључени са скупштинских састанака, који је тако од судског органа постао орган управе. Сви племићи жупаније су лично учествовали на састанцима конгрегације и конгрегација је одлучивала о свим важнијим политичким, војним и економским пословима.
Од почетка XV века, територија сваке жупаније била је подељена на процесе од којих је сваким управљао један од племићких судија (зато их је обично било по четири у свакој жупанији). Циљ је био да се поједностави администрација. Број процеса се повећавао од 18. века, јер су се повећавале и функције жупанија. Процес се састојао од 2 до 6 кругова (латински: circuli), од којих је сваки био у надлежности заменика племићког судије.
Све до 1840-их (са изузетком 1785-1790) службени језик жупанијске управе био је латински.
Године 1840, заменик начелника округа (поджупан) (мађ − alispán, нем − Vicegespann or Vizegespan) је описан као „личност од највећег значаја у округу“, са дужностима сличним енглеском шерифу, али и председавајући окружним судом правде. Главни жупан (ispán, теоретски његов претпостављени, обично је био племић, који би обично боравио у Бечу или Пешти и стога имао мало времена за локалне послове.) Штавише, поджупан је председавао општинском скупштином, која је чак 1840. имала дугачку листу овлашћења, од полицијских прописа до пореза, до поправки мостова и путева.

## Државне жупаније (1849–1860)
Године 1849, током и након пораза Мађара у револуцији 1848-1849, Аустријан Хабзбурзи су успоставили војну диктатуру у Краљевини Мађарској и жупаније су претворени у просте органе државне управе и органе власти.
1. провизорни аранжман (1849–1850)
Аустријанци су почели да стварају привремену централизовану управу фебруара 1849. године, Александар Бах је почетком августа 1849. издао указ о привременом уређењу Краљевине Мађарске, а 24. октобра уследио је пропис о административном систему Краљевине Мађарске. овај пропис:
- Хрватска-Славонија, Војна крајина, Војводина и Темешко-Банатина издвојене су из Краљевине Угарске (која у то време није укључивала Трансилванију) и директно су потчињене Бечу
- Преостала територија мађарске краљевине подељена је на 5 војних округа (у данашњој Словачкој: Братислава, Кошице, на преосталој територији: Шопрон, Пешта-Буда, Орадеја) на челу са генералима које је именовао цар, који су били подељени на грађанске жупаније (четири у сваком војном округу), цивилне области су подељене на жупаније (са претходним границама) и жупаније у области. Немачки је постао службени језик.

2. провизорни аранжман (Герингеров провизорни аранжман, 13. септембар 1850 – 18. јануар 1853.)
Прописом о привременој политичкој управи Краљевине Мађарске од 13. септембра 1850. године, територија је подељена на наведених 5 округа (сада се зову „грађански окрузи“), који су се опет састојали од жупанија и области. Територије неких срезова су се мењале, неке су биле новонастале. Владајуће јединице су водили „главни окружни поглавари“, округе „председавајући“ (нем. „Vorstand“), а округе „племените судије“ (нем. „Stuhlrichter“ ).

## Прелазни период (1860–1867)
Стање које је владало пре 1848. обновљено је октобра 1860. како у погледу граница тако и у погледу племићке аутономије. Године 1863, међутим, племићка аутономија је поново замењена апсолутистичким системом државне управе.

## Модернизоване жупаније (1867–1920)

### Историја
Након аустроугарског компромиса 1867, 1868. године Трансилванија је дефинитивно поново уједињена са ужом Краљевином Мађарском, а град и округ Ријека проглашени су аутономним. Године 1869. жупаније су изгубиле надлежност (судове) пошто су организовани краљевски судови. Модернизација жупанија је тада реализована у два корака.
Прво, акт парламента из 1870. године ујединио је правни статус и унутрашње административне структуре различитих општинских (самоуправних) административних јединица, укинувши скоро све историјске привилегије. Међутим, овај Закон о општинама задржао је историјске називе и службенике општина и уопште није дотицао њихове територије, тако да су територија и називи округа и даље у великој мери одговарали онима из периода пре 1848. године. Међутим, поред 65. округа (49. у ужој Мађарској, 8. у Трансилванији и 8. у Хрватској), постојало је 89. градова са општинским правима, укључујући историјске краљевске привилеговане градове, овлашћене Законом из 1870. године и друге врсте територијалне општине (3. у ужој Мађарској и 18. у Трансилванији), укључујући привилеговане округе. Тако је укупан број општинских ентитета био 175 под директном контролом централне мађарске владе, од чега је око трећина била жупанија.
Главни ефекат Закона о општинама из 1870. био је да више нису само племићи и друге привилеговане групе могле да воде општине. Систем округа (историјски, латински processus) као административних подела афирмисао се у жупанијама и проширио на друге области.
Други корак модернизације остварен је у другом акту парламента из 1876. године. Овим Законом о општинским територијама значајно је смањен број општина и жупаније су постале једине територијалне јединице укидањем привилегованих округа, седишта и других облика. 73 жупаније су организоване уместо 65. округа и 21. друге јединице. Међутим, историјски идентитети су били разматрани, у ужој Мађарској извршене су само мање исправке. Веће промене су уследиле у Трансилванији где су земља Секеља и земља Саса потпуно „убројане”. Истовремено, укупан број општинских градова смањен је са 89 на 30.
После 1876. године у систем су учињене само мање промене све до 1918. Број процесних округа се константно повећавао током наредних деценија, порастао са око 400 на око 450 до 1918. године. Овлашћења и одговорности жупанија су се стално смањивали и преносили на министарства у различитим областима специјалне управе, као што су одговорности у погледу грађевинарства, ветерине и (укупног) финансијског управљања. Министарства су их контролисала преко својих регионалних и локалних агенција.

### Функционисање
Главно окружно тело је био општински комитет, који се састојао од 50% вирилиста (особа која плаћају највеће директне порезе), и 50% изабраних лица која испуњавају законом прописане услове, то јест да су у пописној листи и по службеној дужности, чланови неких од државних канцеларија (заменик жупана, главни Грађанскоправни бележник и други). Жупанију је водио „главни жупан“, који је био државни службеник потчињен Министарству унутрашњих послова Краљевине Мађарске. Важна функција је био и „заменик жупана“.